# Свети Георги (Долно Спанчево)
Вижте пояснителната страница за други значения на Свети Георги.
„Свети Георги“ е възрожденска църква в петричкото село Долно Спанчево, България, част от Неврокопската епархия на Българската православна църква. Обявена е за паметник на културата.

## Местоположение
Църквата е гробищен храм, разположен на километър северозападно от селото.

## Архитектура
Построена е през 1859 година. В архитектурно отношение представлява трикорабна псевдобазилика. От изток има една апсида. В интериора таваните са дървени и апликирани. На таблата на цокълния ред на табления иконостас има сцени от Шестоднева и вази с цветя. Царските двери са резбовани с плоска резба и имат иконни украшения. Царските и апостолските икони са от средата на века, дело на неизвестен талантлив автор. Стенописите и колонната украса е от 1971 година – дело на местния зограф Дамян Митев.
- Стенопис със Свети Георги над вратата на храма
- Изглед към църквата от изток